# Павловський Михайло Антонович
Миха́йло Анто́нович Павло́вський  (13 березня 1942, село Ружична, Хмельницький район, (нині частина міста Хмельницький) Хмельницька область — 26 лютого 2004, місто Київ) — український державний діяч, науковець-механік, економіст. Народний депутат України 2-го, 3-го та 4-го скликань.
Професор, доктор технічних (1977 рік) та економічних наук (1997 рік). Заслужений діяч науки і техніки України, академік Академії технологічних наук України, академік ряду міжнародних академій.

## Біографія

Могила Михайла Павловського

Народився у 1942 році в незаможній родині селян на Хмельниччині. Українець.
Один з ініціаторів створення і перший декан факультету авіаційних та космічних систем в Національному технічному університеті України «КПІ» (корпус 28). Засновник і перший директор Міжгалузевого НДІ проблем механіки «Ритм». Понад 25 років — завідувач кафедри теоретичної механіки в НТУУ КПІ.
У 1992 році був Міністром промисловості України.
Народний депутат України ІІ, ІІІ та IV скликань Верховної Ради України. Був Головою комітету з ядерної політики та безпеки.
Син Андрій Павловський — політичний та громадський діяч.
Помер після важкої хвороби на 62-му році життя 26 лютого 2004 року. Похований разом з дружиною на Байковому кладовищі (ділянка № 49б, 50°25′3.02″ пн. ш. 30°30′2.23″ сх. д. / 50.4175056° пн. ш. 30.5006194° сх. д.).

## Науковий доробок
Творець власної наукової школи з гіроскопів, навігаційних приладів і комплексів. Став першим доктором наук в Україні у галузі гіроскопів і навігаційних комплексів. Його підручник з теорії гіроскопів був першим галузевим підручником у світі. Під керівництвом Павловського розроблено унікальне обладнання для наземних випробувань ракетно-космічного комплексу «Енергія-Буран», а після Чорнобильської аварії — дистанційно керовані роботизовані комплекси для проведення робіт з радіоактивними матеріалами.
Розробник економічної теорії перехідного періоду та її українського контексту. Докторська дисертація Михайла Павловського з економічної теорії стала першою на пострадянському просторі, яка була присвячена стратегії економіки перехідного періоду. Ввів поняття стійкості економічної системи, що дозволяє дослідити механізми розвитку міжнародних фінансових криз.
Автор понад 450 друкованих праць, серед яких 24 книжки (монографії, підручники, навчальні посібники). Підготував 12 докторів наук і 50 кандидатів наук. Автор 80 винаходів.

## Публікації
- «Живу тобою, Україно»,
- «Макроекономіка перехідного періоду. Український контекст»,
- «Стратегія розвитку суспільства. Україна і Світ»,
- «Шлях України»,
- «Теорія гіроскопів»,
- «Теоретична механіка»

## Нагороди, вшанування пам'яті
Нагороджений орденом «Знак Пошани» (1980 рік), «Заслужений діяч науки і техніки України» (1991 рік), лауреат Державної премії СРСР (1986 рік) та двох Державних премій України (1980, 1992 роки),
2007 року на території Київської політехніки, корпус 28, відкрито меморіальну дошку на честь Михайла Павловського.
19 вересня 2024 року у місті Київ вулицю Боткіна перейменували на вулицю Професора Павловського.